# Мышенское
Мышенское — село в Ступинском районе Московской области в составе Семёновского сельского поселения

## История
В XIX в. - начале XX в. Мышенское было волостным селом Серпуховского уезда. К 1869 г. в селе была создана местными крестьянами Барляевыми ваточная фабрика. Иван Григорьевич Барляев (старший брат), Степан и Алексей (младшие) стояли у её истоков. К 1912 г. торговый дом «Братья Барляевы» был представлен двумя последними из упомянутых основателями фабрики и двумя сыновьями Ивана: Петром и Никитой Барляевыми. Торговый дом владел уже двумя ваточными фабриками, каждая по 50 работников (филиал ок. 1890 г. открылся в д. Палихова близ Серпухова) и бывшим дворянским имением «Новинки». В 1920-х годах предприятия, национализированные, оставались под управлением наследников первых фабрикантов: заведующим мышенской фабрикой стал Кирилл Алексеевич Барляев, заведующим палиховской - Василий Степанович Барляев. Дальнейшая судьба их печальна, потомки, какое-то время скрываясь в Москве, двинулись дальше: в 2017 г. единственная внучка Кирилла Алексеевича жила в Ярославле, что стало с семьёй Василия Степановича после бегства из Москвы, а также с семьями Петра Ивановича и Никиты Ивановича Барляевых, живших в д. Палиховой, не ясно.
Село до 2006 года входило в Семёновский сельский округ).
На 2015 год Мышенское, фактически, дачный посёлок: при 20 жителях в селе 5 улиц, проезд и садовое товарищество. В Мышенском находится Покровская церковь, 1870—1895 годов постройки в плохом состоянии. Впервые в исторических документах упоминается, как Мышкино, в 1627 году, с 1677 года — как Мышенское. Село связано автобусным сообщением с соседними населёнными пунктами. Согласно Постановлению Губернатора МО от 19 мая 2001 года № 146-ПГ в состав села была включена деревня Мышенское-2.

## Население
| 2002 | 2006 | 2010 |
| ---- | ---- | ---- |
| 38   | ↘37  | ↘20  |

Мышенское расположено на западе района, недалеко от границы с Чеховским районом, на ручье Меремежка, левом притоке реки Лопасня, высота центра села над уровнем моря — 164 м. Ближайшие населённые пункты: Колычево — менее 1 км на запад, Бекетово — в 2,3 км на восток и Авдотьино — около 1,5 км на север.